# 东街东岳庙
东岳庙，位于山西省太原市晋源区晋源街道东街村东大街。
晋源东街东岳庙为明清太原县县城内的东岳庙，位于晋源镇（旧太原县县治）东北隅，可从北后街、东横街到达。
东院，为吕祖堂；西有奶奶庙。

## 保护
2011年12月31日，东岳庙公布为第三批太原市文物保护单位。